# Honda RA107

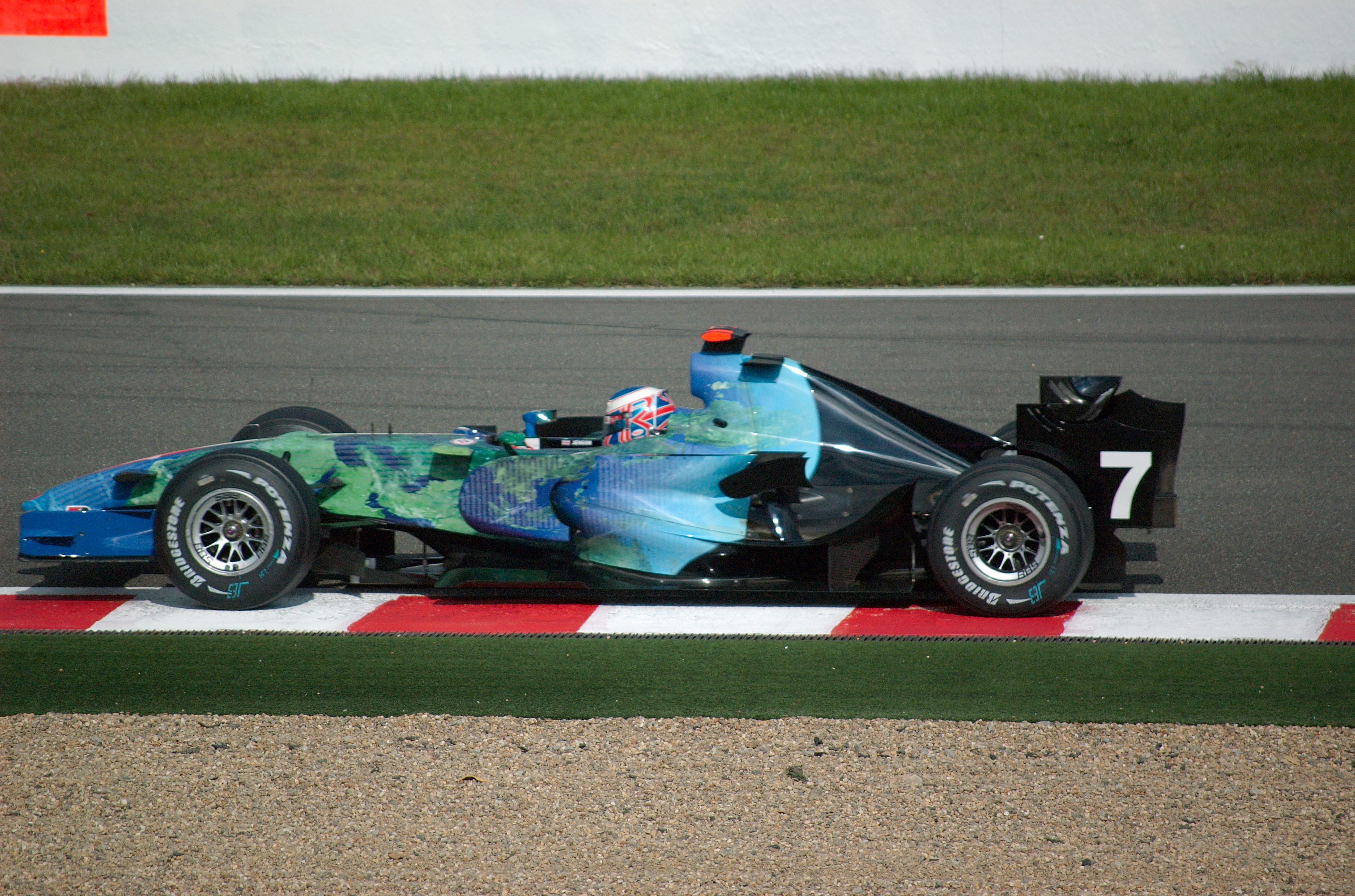
Jenson Button en el Honda RA107.

El Honda RA107 fue un monoplaza de Fórmula 1 diseñado por Shuhei Nakamoto para Honda Racing F1 Team.

## Temporada 2007 de Fórmula 1
Luego del gran fin de temporada que el equipo había vivido en 2006 todo parecía indicar que el 2007 sería el año en el que Honda pelearía por la victoria en el campeonato mundial. Para esto se mantuvo a la misma dupla de pilotos que en el 2006 compuesta por Jenson Button y Rubens Barrichello;
mientas que Christian Klien se sumaba como piloto de pruebas en sustitución de Anthony Davidson, que se había sumado a las filas de Super Aguri.
Uno de los mayores cambios que había sufrido la parte directiva de Honda era la marcha de Geoff Willis a Red Bull Racing. Su cargo fue ocupado por Shuhei Nakamoto, que se encargó del diseño del RA107. Los resultados obtenidos por el equipo fueron más que discretos, la máquina era difícil de conducir y no era tan rápida como se esperaba. Button batalló para sacar un buen resultado con el coche, al que criticó desde la primera cita del año en Australia, y a duras penas sumó seis puntos gracias a dos octavos puestos en Francia e Italia, mientras que los restantes cuatro puntos los sumó en una destacada quinta posición en China para superar así al equipo satélite Super Aguri, que estaba siendo superior a "la casa madre" con el SA07; que era ni más ni menos que el Honda RA106. Por su parte, Barrichello vivió su peor temporada en la Fórmula 1, ya que fue la primera vez en quince temporadas que no sumaba unidades.

## Resultados
(Clave) (negrita indica pole position) (cursiva indica vuelta rápida)
| Año  | Motor               | Neu. | N.º | Pilotos            | 1   | 2   | 3   | 4   | 5   | 6   | 7   | 8   | 9   | 10  | 11  | 12  | 13  | 14  | 15  | 16  | 17  | Puntos | Pos. |
| ---- | ------------------- | ---- | --- | ------------------ | --- | --- | --- | --- | --- | --- | --- | --- | --- | --- | --- | --- | --- | --- | --- | --- | --- | ------ | ---- |
| 2007 | Honda RA807E 2.4 V8 | B    |     |                    | AUS | MYS | BHR | ESP | MON | CAN | USA | FRA | GBR | EUR | HUN | TUR | ITA | BEL | JPN | CHN | BRA | 6      | 8º   |
| 2007 | Honda RA807E 2.4 V8 | B    | 7   | Jenson Button      | 15  | 12  | Ret | 12  | 11  | Ret | 12  | 8   | 10  | Ret | Ret | 13  | 8   | Ret | 11≠ | 5   | Ret | 6      | 8º   |
| 2007 | Honda RA807E 2.4 V8 | B    | 8   | Rubens Barrichello | 11  | 11  | 13  | 10  | 10  | 12  | Ret | 11  | 9   | 11  | 18  | 17  | 10  | 13  | 10  | 15  | Ret | 6      | 8º   |

- ≠ El piloto no acabó el Gran Premio, pero se clasificó al completar el 90% de la distancia total.